# Exploitation forestière illégale

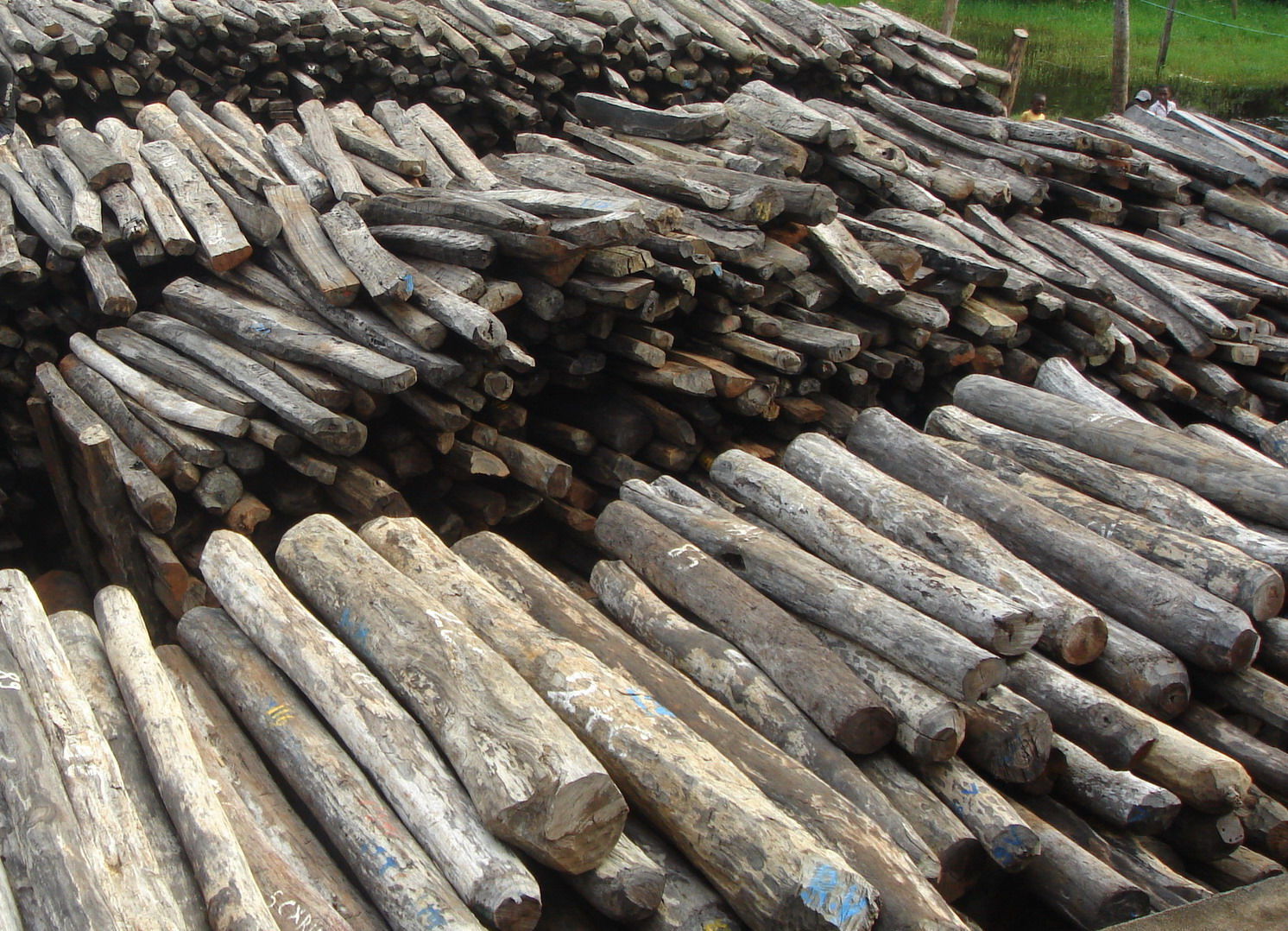
Stock de bois de rose exploité illégalement à Madagascar

L'exploitation forestière illégale désigne toute coupe de bois pratiquée sans autorisation légale, ou accessoirement par des moyens illégaux (travail d'enfants, travailleurs ne répondant pas aux normes de formation ou protection du pays, chantier ne répondant pas aux prescriptions de l'OIT (Organisation internationale du travail) là où elles doivent être respectées..) 
Selon Interpol, l'industrie illégale du bois, d'une valeur de 152 milliards de dollars par an, est le troisième secteur criminel au monde après la drogue et les produits contrefaits. Alors que le commerce mondial du bois a explosé – la valeur des exportations de produits forestiers a plus que quadruplé entre 1980 et 2020 – la prise de conscience de sa composante illégale a également augmenté. Le WWF estime que 16 à 19 % des importations de bois de l'Union européenne proviennent de sources illégales. Les textes de lois sont à trouver du côté du Règlement européen dans le domaine du bois, qui interdit depuis 2013 les importations illégales de bois; et de la Convention sur le commerce international des espèces de faune et de flore sauvages menacées d'extinction (CITES), un traité multilatéral pour la protection des plantes et de la faune. 